# ディオゴ・フィリペ・モンテイロ・ピント・レイテ
ディオゴ・レイテ（Diogo Leite）ことディオゴ・フィリペ・モンテイロ・ピント・レイテ（ポルトガル語: Diogo Filipe Monteiro Pinto Leite、1999年1月23日 - ）は、ポルトガルのサッカー選手。1.FCウニオン・ベルリン所属。ポジションはDF。

## クラブ歴
ポルト生まれで、9歳の時にFCポルトの下部組織に加入。2017年8月27日にBチームで選手初出場。
2018年7月末、トップチームで怪我人が相次いだことにより、スーペルタッサ・カンディド・デ・オリベイラでフィリピとコンビを組んでトップチーム初出場。8月11日にプリメイラ・リーガ初出場を記録した。翌週にプロ初得点を記録した。その後再びBチームで出場するようになった。
2021年8月31日、1シーズンの契約でSCブラガに期限付き移籍。
2022年7月16日、1.FCウニオン・ベルリンに買取オプション付きの期限付き移籍。

## 代表歴
各年代での出場経験がある。UEFA U-17欧州選手権2016、UEFA U-19欧州選手権2017、2019 FIFA U-20ワールドカップに参加した。
U-21代表では19歳で初出場。UEFA U-21欧州選手権2019予選プレーオフでも両試合に出場した。その後、UEFA U-21欧州選手権2021に出場した。